# Souskiou
Souskiou (griechisch Σουσκιού, türkisch Susuz) ist eine Gemeinde im Bezirk Paphos in der Republik Zypern. Bei der Volkszählung im Jahr 2021 hatte sie 8 Einwohner.

## Name
Der ursprüngliche griechische Name des Dorfes ist unbekannt. Während der fränkischen Zeit wurde es in Soussou (griechisch Σουσσού) umbenannt, und später änderten die Türken es in Souskiogiou (griechisch Σούσκιογιου) oder Souskioi (griechisch Σούσκιοϊ), woher der heutige Name Souskiou stammt. Seit der osmanischen Zeit verwenden die Zyperntürken den alternativen Namen Susuz, was „ohne Wasser“ bedeutet.

## Lage und Umgebung

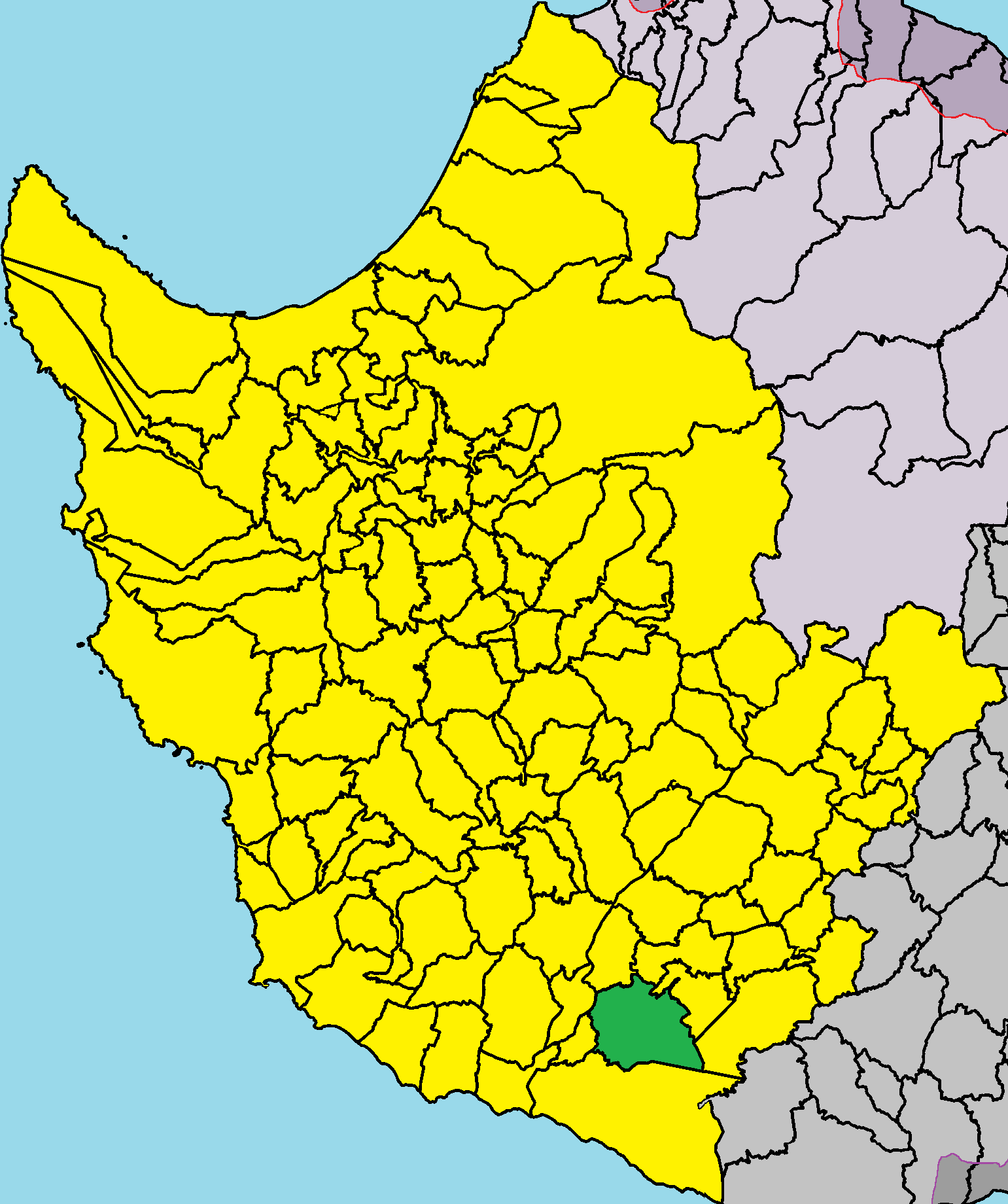
Lage im Bezirk Paphos

Souskiou liegt im Nordwesten der Mittelmeerinsel Zypern auf einer Höhe von etwa 150 Metern, etwa 26 Kilometer südöstlich von Paphos, 60 Kilometer nordwestlich von Limassol und 143 Kilometer südwestlich von Nikosia. Das 16,1848 Quadratkilometer große Dorf grenzt im Norden an Choletria und Mamonia, im Osten an Fasoula und Pano Archimandrita, im Süden an Kouklia und im Westen an Nikoklia und Finikas. Das Dorf kann über die Straße F616 erreicht werden.

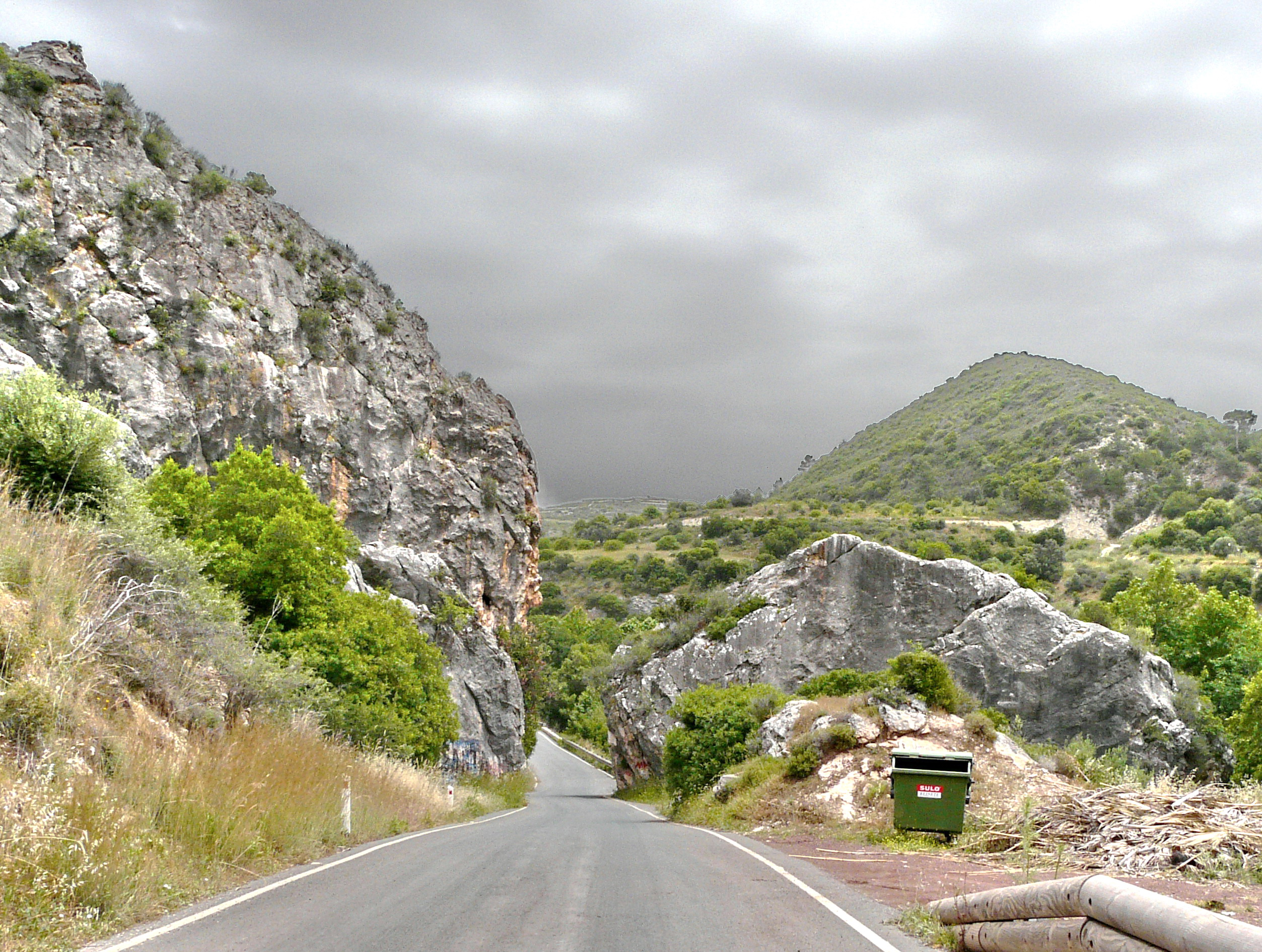
Die Straße F616 im westlichen Gemeindegebiet von Souskiou

Die durchschnittliche jährliche Niederschlagsmenge beträgt rund 450 Millimeter. Geologisch betrachtet befinden sich rund um das Diarizos-Flussbett die jüngsten Schwemmlandablagerungen des Holozäns, während das restliche Gemeindegebiet von den Ablagerungen der Pachnas-Formation (Kreide, Mergel und Sandsteine), den Tonen der Monis-Formation, den Ablagerungen der Lefkara-Formation (Kreide, Mergel und Keratolithe), den Serpentiniten und den Ablagerungen der Mamonia-Formation dominiert wird. Auf diesen Gesteinen entstanden Schwemmböden, Kalkböden, Terra rossa und Böden der Mamonia-Formation.

## Geschichte
Eine wichtige archäologische Stätte in der Gegend von Souskiou reicht bis in die älteste prähistorische Zeit zurück. In der Antike gehörte das Gebiet von Souskiou zum Königreich Paphos. Souskiou existierte auch im Mittelalter. Louis de Mas Latrie zählt es als Sussu zu den Besitztümern des Königs während der Frankenzeit. Nach der Eroberung Zyperns durch die Osmanen 1570/71 wurde Souskiou von den osmanischen Behörden beschlagnahmt.

### Bevölkerungsentwicklung
Alle Zyperngriechen von Souskiou wurden in den Notjahren der 1950er Jahre vertrieben. Während des interkommunalen Konflikts von 1963–64 wurde Souskiou zu einer wichtigen Hochburg zyperntürkischer Kämpfer und diente auch als Aufnahmezentrum für einige vertriebene Zyperntürken aus Kidasi. Am 21. Juli 1974, zu Beginn der Türkischen Invasion Zyperns, wurde Souskiou evakuiert. Einige der Kämpfer und deren Familien suchten Zuflucht in Stavrokonnou und blieben dort, bis es im September 1975 evakuiert wurde. Einige Zyperntürken flohen auch heimlich über die Berge in das britische Stützpunktgebiet Akrotiri und wurden schließlich im Januar 1975 über die Türkei nach Nordzypern gebracht.
Die folgende Tabelle zeigt die Bevölkerung des Dorfes, wie sie in den in Zypern durchgeführten Volkszählungen erfasst wurde.
| Jahr      | 1881 | 1891 | 1901 | 1911 | 1921 | 1931 | 1946 | 1960 | 1976 | 1982 | 1992 | 2001 | 2011 | 2021 |
| Einwohner | 200  | 276  | 312  | 384  | 446  | 425  | 462  | 344  | 0    | 0    | 0    | 2    | 10   | 8    |